# Wolf-Hartmut Friedrich
Wolf-Hartmut Friedrich (* 25. März 1907 in Frankfurt (Oder); † 5. Juli 2000 in Göttingen) war ein deutscher klassischer Philologe, der als Professor an der Universität Göttingen wirkte (1948–1972).

## Leben
Wolf-Hartmut Friedrich wurde als Sohn eines Lehrers der alten Sprachen geboren. Nach dem frühen Tod des Vaters (1915) wurde er von der Mutter aufgezogen und war von der ländlichen Nachbarschaft im Oderbruch genauso geprägt wie von den häufigen Theater- und Konzertbesuchen in Berlin. Als Schüler am Gymnasium wurde er für die neu gegründete Studienstiftung des Deutschen Volkes vorgeschlagen, deren erster Stipendiat er 1926 wurde. Schon 1925 hatte er die Ludwig-Maximilians-Universität München bezogen und sich zunächst für Jura eingeschrieben; nach dem ersten Semester entschied er sich jedoch aufgrund seiner Neigungen für einen Wechsel zur Klassischen Philologie. In München hörte er unter anderem Eduard Schwartz, in Leipzig Richard Heinze, in Kiel Felix Jacoby und Eduard Fraenkel, mit dem er nach Göttingen und Freiburg wechselte. Durch die vielfältigen Einflüsse so vieler starker Persönlichkeiten gelang es Friedrich, sich als Forscher und später als Dozent durch seine Autarkie zu  einer eigenen philologischen Größe zu entwickeln.
In seiner von Eduard Fraenkel betreuten Dissertation über die Tragödien Senecas zeigte Friedrich die Anfänge einer neuen, post-aristotelischen Poetik auf. 1931 wurde er Mitarbeiter des Thesaurus Linguae Latinae, wo er wertvolle Erfahrung mit dem lateinischen Wortschatz und der antiken Literatur sammelte. Die Anfänge des Nationalsozialismus hatte er bereits als Student erlebt, als nationalsozialistische Studenten zunehmend unangenehm aufgefallen waren. In München war der Wandel zu Beginn der 30er Jahre nicht zu übersehen, aber für die Kollegen am Thesaurus, die von Hitler als dem „Retter der Nation“ schwärmten, hatte Friedrich nichts als Geringschätzung übrig. Seine Ablehnung gegenüber dem Nationalsozialismus festigte sich. Nach der Entlassung aus dem Thesaurus (1935) arbeitete Friedrich als Lektor für Latein in Köln. Die dortigen Professoren für Klassische Philologie, Günther Jachmann und Josef Kroll, ermöglichten dem Regimegegner durch Lehraufträge einen Zuverdienst. Aufgrund fachlicher Differenzen – Friedrichs auf Textkohärenz bezogene Textkritik widersprach der Kölner Praxis – eröffnete sich in Köln keine Möglichkeit einer Habilitation. Dazu kam es dann 1938 in Hamburg bei Bruno Snell, dessen Kreis sowohl politisch als auch geistig freier eingestellt war. Ein Auszug aus seiner Habilitationsschrift Caesar, Cato und Fortuna bei Lucan erschien in der Zeitschrift Hermes. Friedrich beantragte am 23. Dezember 1937 die Aufnahme in die NSDAP und wurde rückwirkend zum 1. Mai desselben Jahres aufgenommen (Mitgliedsnummer 5.269.109), außerdem trat er dem NSLB (25. März 1935) und der NSV (1938) bei.
1941 erhielt Friedrich einen Ruf an die Universität Rostock, wurde aber noch im selben Jahr als Soldat zum Zweiten Weltkrieg eingezogen und war in Russland, Italien und Frankreich stationiert. Er geriet 1944 in Toulouse in Kriegsgefangenschaft, aus der er 1946 nach Hamburg zurückkehrte. 1948 folgte er einem Ruf auf den früheren Lehrstuhl seines Lehrers Fraenkel nach Göttingen, wo er bis zu seiner Emeritierung 1972 blieb. Rufe nach Marburg, Berlin und München lehnte er ab. Sein Nachfolger auf dem Göttinger Lehrstuhl war Carl Joachim Classen.
In Göttingen erwarb sich Friedrich ebenso als akademischer Lehrer wie als Wissenschaftler einen bleibenden Ruf. Seine Vorlesungen, von denen er einige erklärtermaßen für Hörer aller Fakultäten hielt, waren sehr anregend und einfühlsam für eine traumatisierte Generation. Nach seiner Wahl zum ordentlichen Mitglied der Akademie der Wissenschaften zu Göttingen (1953) entfaltete er eine lebhafte Publikationstätigkeit, deren Ergebnisse er vor allem im Organ der Akademie veröffentlichte.
Im Jahr 1957 erschien eine von Friedrich bearbeitete und um ein Nachwort ergänzte Leseausgabe der homerischen Epen mit der Übersetzung von Johann Heinrich Voss im Winkler Verlag. Diese Ausgabe erlebte zahlreiche Auflagen und Drucke, auch durch Buchgesellschaften und Lesevereine. Bis heute erschienen von der gebundenen Ausgabe, die es zeitweise auch als Lederausgabe im Schuber gab, weit über zwanzig Auflagen. 1979 wurde dieses Buch seitenidentisch als Taschenbuch veröffentlicht und verkaufte in der ersten Taschenbuchauflage in kurzer Zeit zehntausend Exemplare. Die Taschenbuchausgabe erreichte bislang vierzehn Auflagen.
Wolf-Hartmut Friedrich nahm lebhaft Anteil an Neufunden der Philologie (1959 präsentierte er der Akademie den neugefundenen Dyskolos des Menander). In seiner langen Ruhestandszeit nach 1972 blieb er bis ins hohe Alter aktiv und nutzte besonders seine aus Lehrveranstaltungen gesammelten Erfahrungen und Erkenntnisse, um Schriften wie Über den Hexameter (1977) oder Zum Gefüge der homerischen Epen (1977) zu verfassen. In diesen Jahren hielt er auch zahlreiche Gastvorträge. Seine ebenfalls im Ruhestand verfassten Lebenserinnerungen geben Einblick in seine Jugend, seinen Werdegang und seine Ansichten zum Nationalsozialismus.
Er war der Bruder von Gero Friedrich.

## Schriften (Auswahl)
- Untersuchungen zu Senecas dramatischer Technik, Freiburg 1933
- Caesar, Cato und Fortuna bei Lucan, Hamburg 1938
- Das Frühlingsgestirn: Französische Lyrik von Ronsard bis Malherbe, ausgewählt und übertragen von W.-H. Friedrich, Hamburg 1947
- Euripides und Diphilos: Zur Dramaturgie der Spätformen, München 1953
- Verwundung und Tod in der Ilias. Homerische Darstellungsweisen, Göttingen 1956 (= Abhandlungen der Akademie der Wissenschaften in Göttingen, phil.-historische Klasse. 3. Folge, Nr. 38).
  - Englische Übersetzung: Gabriel Wright, Peter Jones (Übers.): Wounding and death in the Iliad, London 2003
- Griechische Tragiker: Aischylos Sophokles Euripides, Göttingen 1958
- Europa und der Stier: Angewandte Mythologie bei Horaz und Properz, Göttingen 1959
- Medeas Rache, Göttingen 1960
- Menanders Komödie Der Misanthrop: Ein neuerer Papyrusfund, Göttingen 1963
- Vorbild und Neugestaltung: Sechs Kapitel zur Geschichte der Tragödie, Göttingen 1967
- Carl Joachim Classen, Ulrich Schindel (Hgg.): Dauer im Wechsel: Aufsätze von Wolf-Hartmut Friedrich, Göttingen 1977
- Libyco cursu: über Anfang und Schluss des 5. Buchs der Aeneis, Göttingen 1982
- Vom Wohlstand der Gleichnisse, Göttingen 1996
- Ernst Heitsch, Ulrich Schindel (Hgg.): Gegenwärtige Vergangenheit: Studien zur antiken Literatur und ihrem Nachleben, Göttingen 1998